# Giovanni Battista Gisleni

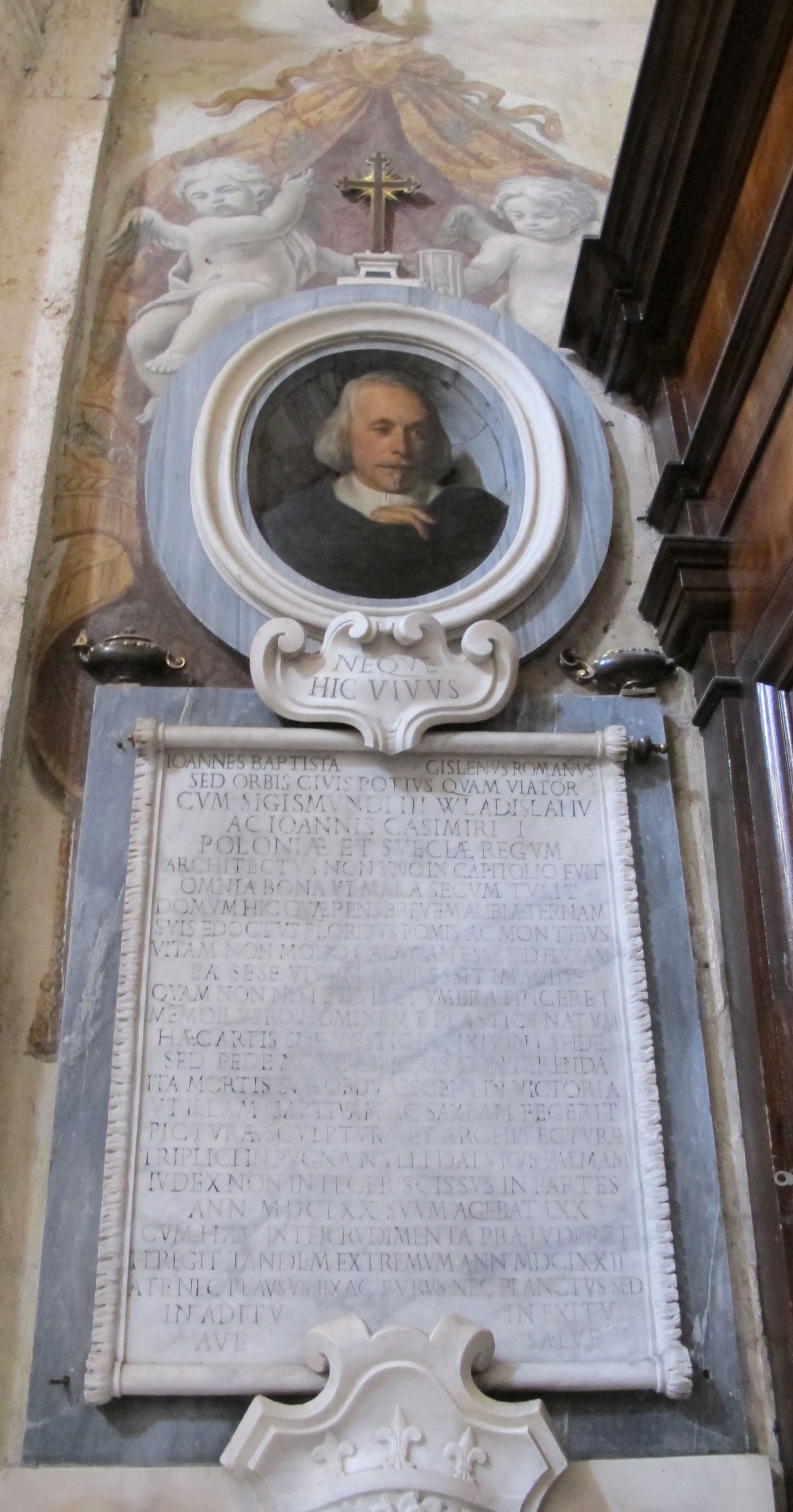
La tomba di Giovan Battista Gisleni a Santa Maria del Popolo

Giovanni Battista Gisleni (Roma, 1600 – Roma, 3 maggio 1672) è stato un architetto barocco italiano, scenografo, regista teatrale, cantante e musicista.

## Biografia

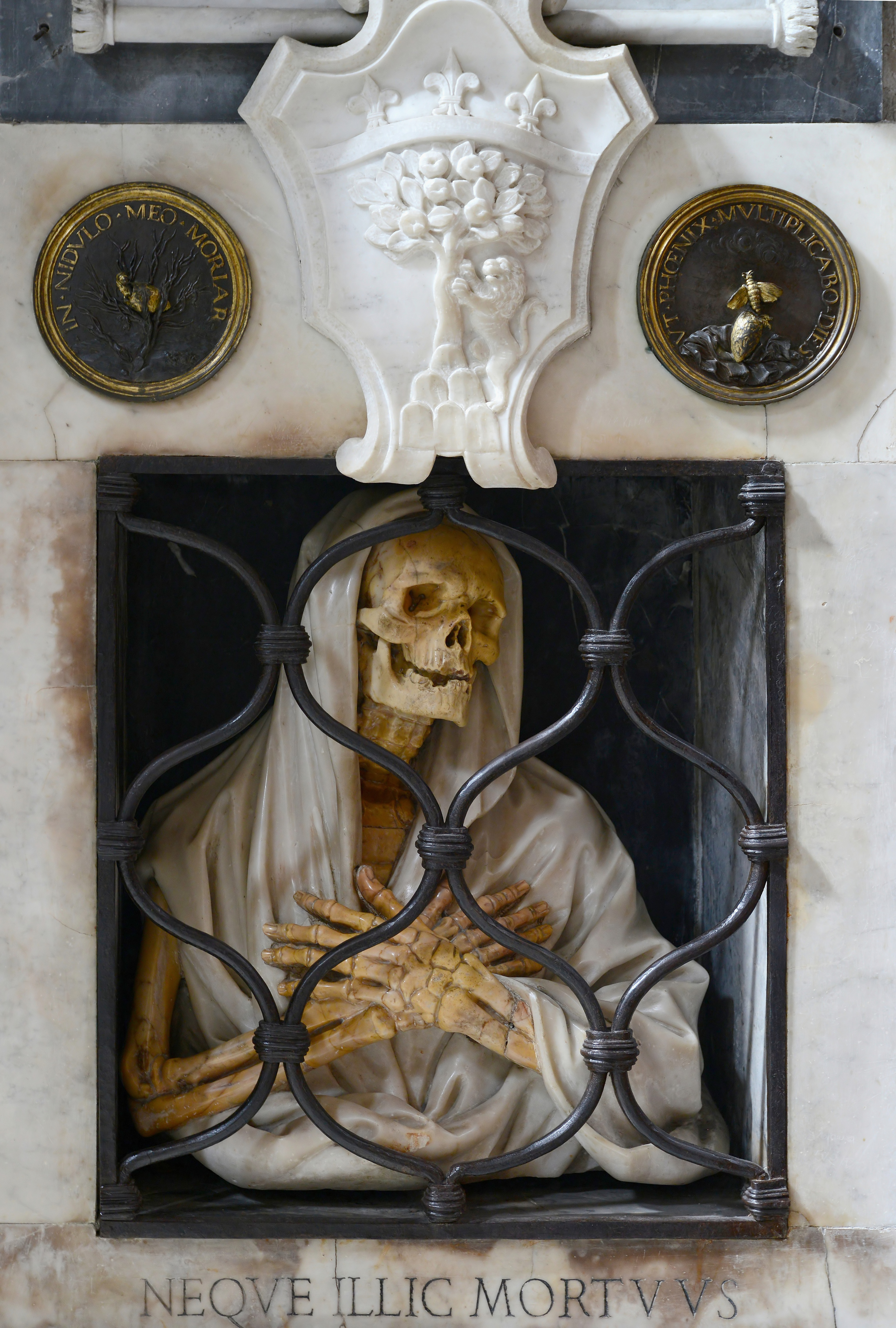
Tomba di Gisleni, dettaglio del pannello inferiore (Basilica di Santa Maria del Popolo, Roma)

Esercitò le sue diverse arti alla corte di tre re polacchi del casato di Vasa: Sigismondo III di Svezia, Ladislao IV di Polonia e Giovanni II Casimiro di Polonia. Rimase in Polonia tra 1630 il 1668. Artista poliedrico, fu architetto, scenografo, cantante e musicista presso la corte polacca. 

### Il monumento funebre a Santa Maria del Popolo
La sua famosa tomba si trova nella basilica di Santa Maria del Popolo a Roma. L'opera rappresenta uno dei contributi più singolari del Seicento romano, segno sia dell'eclettismo di Gisleni, sia del suo contatto con un ambiente europeo meno ricettivo delle istanze artistiche italiane. Essa presenta, agli estremi del testo commemorativo, una sorta di stravagante memento mori, in parte sotto il ritratto dell'artista -nella parte superiore- e in parte sotto lo scheletro della parte inferiore.
Nel 2015 è stato pubblicato un contributo scientifico dedicato alla sua sepoltura, con la trascrizione di un opuscolo in sedici pagine, recentemente scoperto, stampato a Roma e noto in meno di una decina di copie al mondo. Si tratta di un libello, probabilmente destinato ai contatti polacchi di Gisleni, che illustra minuziosamente le parti della sua sepoltura e i loro riferimenti, ivi compreso il lungo e allegorico epitaffio. È l'unico caso mai registrato dalla critica di sepoltura d'artista corredata di un "libretto d'istruzioni", un doppio a stampa, assai diverso da una comune orazione o ragguaglio funebre, che di fatto suggerisce anche un genere letterario seicentesco inedito.

## Opere principali

Il monastero di Biaroza (dipinto di Napoleon Orda)

- Monastero di Biaroza, dell'Ordine certosino (1648);
- Chiesa delle suore carmelitane a Leopoli (1642);
- Chiesa delle suore carmelitane a Varsavia (1652);
- Altare barocca nella cattedrale del Wawel (1650);
- Decorazione funebre di Carlo Ferdinando Vasa, chiesa dei gesuiti a Varsavia (1655);
- Obelisco commemorativo nel luogo della morte di Carlo Ferdinando Vasa;
- Palazzo di Carlo Ferdinando Vasa (distrutto).